# Bultvelddwergspin
De bultvelddwergspin (Oedothorax gibbosus) is een spinnensoort in de taxonomische indeling van de hangmatspinnen (Linyphiidae).
Het dier komt uit het geslacht Oedothorax. De bultvelddwergspin werd in 1841 beschreven door John Blackwall.